# 相模国愛甲郡中津村
「相模国愛甲郡中津村」（さがみのくにあいこうぐんなかつむら）は、松本清張執筆の短編小説。1963年1月、雑誌「婦人公論」臨時増刊号に発表された。6章からなる。
神奈川県愛川町中津が舞台として出てくる。藤田組贋札事件をモチーフに書いたとされ、この事件で逮捕されたという熊坂長庵の家が愛川町中津に実在する。のちに大川周明がこの家を購入した。この家は現在古民家山十邸として一般公開されている。

## 発表経過
1963年、雑誌「婦人公論」臨時増刊号に発表された。1964年、文藝春秋社から「浮遊昆虫」「皿倉学説」などと合わせて単行本化された。1974年、『松本清張全集38　皿倉学説』に収録された。

## あらすじ
「私」は、神田の古書店Ⅰ堂で、六十を少し越したと思われる「老人」と知り合い、大隈重信関係資料を自宅に見に来ないかと誘われる。そのなかに、藤田伝三郎の藤田組贋札事件の謎を解く鍵があるかもしれないという。
三カ月後「私」は、老人の家がある、神奈川県愛甲郡愛川町に出かけた。そこで、「私」は「老人」中村九右衛門から、藤田組贋札事件の首謀者は大隈重信であると聞かされる。岩崎弥太郎の三菱商会と密接な関係にあった大隈重信が、西南戦争で多大な利益を上げた藤田組を追い落とすために、この事件を起こしたというのだ。
証拠は、藤田組贋札事件で真犯人とされた、熊坂長庵（実は、大隈重信の庭番で、「老人」の曾祖父である中村久太郎）が、大隈重信から受け取った手紙であった。それが、真蹟であると判断した「私」は、「老人」から、資料一式を買い取ったのであった。
それから、一カ月ばかりたった後、ある日の新聞に、「老人」がニセ筆跡を各方面に売りつけていたかどで逮捕されたという記事を読んだ。「私」は、忽ち十万円を失ったが、「老人」の話が面白かったので、偽大隈文書を珍蔵している。

## 登場人物
- 「私」
一人称が「私」で、名前は出てこない。雑誌に小説を連載しており、神田の古書店I堂に資料をよく頼んでいる。中村九右衛門の持つ大隈重信の手紙に興味を示し、愛川町中津を訪ねていく[11]。
- 中村九右衛門
「私」と同じく神田の古書店I堂に通う老人で、外見は「六十を少し越したと思われるが、顔艶のいい、でっぷりと肥った年寄」と描写されている。尺牘類に興味を持つ人物で、「私」に大隈重信の手紙を持っていると持ち掛ける。神奈川県愛川町中津にある自宅に「私」を誘う。自宅で「私」に大隈の真筆であるという手紙を見せ、藤田組贋札事件で逮捕された熊坂長庵のひ孫であると名乗る[11]。

## 背景
「相模国愛甲郡中津村」の題材となったのが、1879年（明治12年）に起きた藤田組偽札事件である。前年から全国各地で納付された税金の中から極めて精巧な2円紙幣の偽札が発見され、1878年（明治11年）11月には大蔵省から内務省に捜査依頼が出され、捜査が始まっていた。全国各地から納税された税金から精巧な偽札が相次いで発見されたという重大な事態を前に、警察は1979年1月から捜査主任を任命し、全国各地に捜査員を派遣した。
偽札事件の首謀者として疑われたのが藤田組の藤田伝三郎であった。藤田は当時の政界に深く取り入り、巨額の賄賂を贈って公共事業を大量に受注し、巨利をむさぼっているとの風説が広がっていた。そのような中で偽札事件は藤田組が井上馨と結託して起こしたものであるとの証言が警察にもたらされた。証言によれば井上と藤田は共謀して偽札作りを計画し、井上が1876年（明治9年）、ドイツとフランスで偽札をひそかに製造し、公用の物品として日本に輸送したという。
1879年9月15日、藤田伝三郎は逮捕された。逮捕後、藤田組関連の施設は一斉に家宅捜索が行われた。家宅捜索の押収資料からも藤田組と政界との癒着は立証されていったが、肝心の偽札事件の証拠は一切見つからず、事件にかかわる有力証言も得られなかった。その上、藤田伝三郎自体が偽札事件への関与を否定し続けた。結局、同年末には嫌疑不十分で藤田伝三郎は釈放となった。
1882年（明治15年）9月20日、神奈川県愛甲郡中津村の熊坂長庵（熊坂澄）が偽札作成と使用の罪で逮捕された。熊坂は容疑を否定し続け、裁判も大審院まで争われたものの、結局、熊坂は無期懲役となった。実際熊坂が偽札を作っていたことは事実と考えられているが、判決文には熊坂の偽札作りと藤田組偽札作りの関連性は全く触れられていない。しかし当時の報道からも藤田組偽札事件と熊坂との関連性を指摘した報道が相次いでいた。ただし熊坂の偽札製造技術は稚拙であり、精巧な偽造であったことが特徴である藤田組偽札事件の真犯人としては考えにくいとされている。
松本清張は、全集のあとがきで以前からこの藤田組贋札事件に興味を持っていたと述べ、熊坂長庵を事件の犠牲者だとも述べている。
松本清張はまた、のちに大川周明について執筆した際、中津村を訪れたと書いているが、その時まで大川周明が熊坂長庵の家に住んでいたことを知らず、奇妙なめぐりあわせだと述べている。

## 収録図書
- 「婦人公論」臨時増刊 1963年1月（48巻2号通号560臨増） p.278-296 初出、画・小磯良平
- 松本清張「相模国愛甲郡中津村」1964年 p.5
- 松本清張「松本清張全集38巻」1974年 p.125 文芸春秋刊
- 清原康正編「ふるさと文学館　第17巻」1993年 p.133 ぎょうせい刊
- 松本清張「松本清張小説セレクション　34　短編集」1995年　中央公論社
- 松本清張「奇妙な被告　松本清張傑作短篇選」2009年 p.121 中公文庫;ま12-27 中央公論新社

## 関連書
- 松本清張『不運な名前 − 藤田組贋札事件』（文藝春秋新社、1982年）